# كارلوس غونزاليس (لاعب كرة قدم مواليد 1973)
كارلوس غونزاليس (بالإسبانية: Carlos González)‏ هو لاعب كرة قدم مكسيكي في مركز الدفاع، ولد في 5 نوفمبر 1973 في تامبيكو في المكسيك. لعب مع نادي مونتيري.